# 王镝
王镝（1968年6月—），中华人民共和国外交官，曾任中华人民共和国驻科威特国特命全权大使和中华人民共和国外交部西亚北非司司长，现任中华人民共和国驻加拿大特命全权大使。

## 生平
1991年，进入中华人民共和国外交部工作，先后在外交部西亚北非司、驻阿尔及利亚大使馆、驻埃及大使馆任职。2007年，任驻沙特阿拉伯大使馆政务参赞。2012年，任外交部西亚北非司参赞，后升任副司长。2015年7月，出任中华人民共和国驻科威特大使。2018年10月，自驻科威特大使离任，回国任外交部西亚北非司副司长。2019年4月，升任外交部西亚北非司司长。2024年5月，卸任外交部西亚北非司司长一职，出任中华人民共和国驻加拿大大使。

## 家庭
已婚，有一子。